# Eisenbahnunfall von Encarnación
Bei dem Eisenbahnunfall von Encarnación stießen am 19. September 1907 bei Encarnación de Díaz, Mexiko, ein Güterzug und ein Schnellzug frontal zusammen. Mindestens 63 Menschen starben.

## Unfallhergang
Ein Güterzug sollte in einem Ausweichgleis die Zugkreuzung mit einem entgegen kommenden Schnellzug abwarten. Er blieb jedoch nicht auf dem Ausweichgleis stehen, sondern fuhr an dessen anderem Ende wieder in das Streckengleis ein. Der aus einem Gefälle ihm mit erheblicher Geschwindigkeit entgegenkommende Schnellzug prallte frontal auf den Güterzug auf.

## Folgen
Mindestens 63 Menschen starben, 43 weitere wurden darüber hinaus verletzt. Das Personal der Güterzuglokomotive konnte sich noch rechtzeitig in Sicherheit bringen und floh. Der Lokomotivführer, ein US-Amerikaner, wurde beim versuchten Grenzübertritt in die USA verhaftet.